# Gerry Mulligan Meets Ben Webster
Gerry Mulligan Meets Ben Webster est un album de cool jazz et de West Coast jazz enregistré en 1959 par les saxophonistes américains Gerry Mulligan et Ben Webster et publié en 1960 sur le label Verve Records.
Cet album fait partie d'une série de collaborations remarquables entre Gerry Mulligan et d'autres jazzmen de premier plan de son époque comme, par exemple, la session d'enregistrement avec Johnny Hodges.
Tant la revue jazz DownBeat que le site AllMusic lui attribuent 5 étoiles,.

## Historique

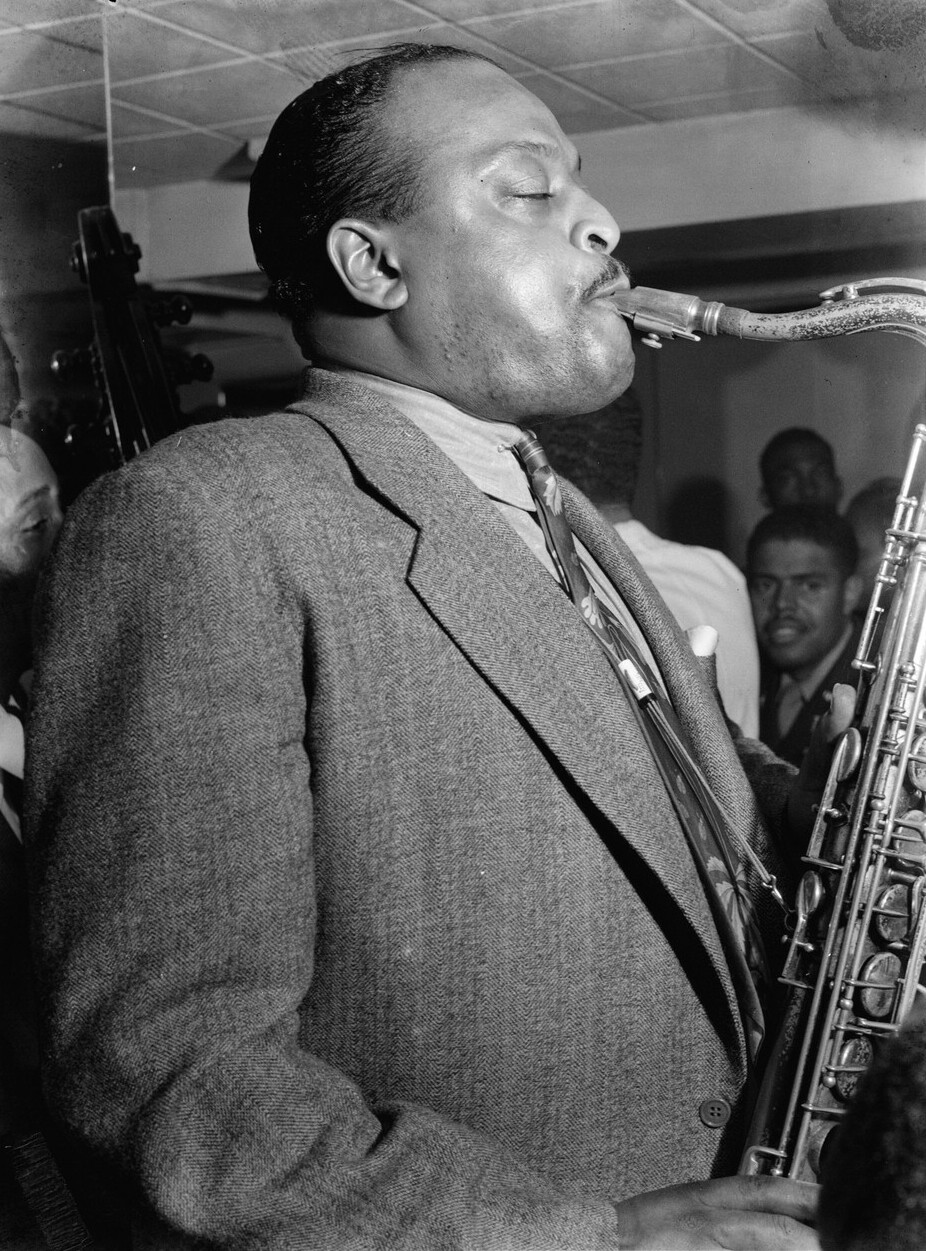
Ben Webster en 1947.

### Contexte
Gerry Mulligan Meets Ben Webster est un des nombreux albums intitulés « Gerry Mulligan Meets... » sur lesquels Mulligan apparaît à cette époque : Gerry Mulligan Meets Monk, Gerry Mulligan Meets Stan Getz, Gerry Mulligan Meets Johnny Hodges et, dans le cas présent, Gerry Mulligan Meets Ben Webster.
Les premiers enregistrements faits en commun par Gerry Mulligan et Ben Webster ont lieu en 1957 et consistent en sessions effectuées avec de grands ensembles : un concert au Hollywood Bowl le 22 août 1957 avec un line-up du style Jazz at the Philharmonic incluant divers cuivres, et les célèbres enregistrements du show télévisé The Sound of Jazz et l'album studio qui en résulte, qui présente lui aussi Ben et Gerry jouant avec plusieurs autres cuivres.
Les sessions d'enregistrement de Gerry Mulligan Meets Ben Webster viennent ensuite.
Le dernière fois qu'ils enregistrent ensemble, c'est pour accompagner le chanteur Jimmy Witherspoon le 2 décembre 1957, soit le même jour que la deuxième session d'enregistrement de Gerry Mulligan Meets Ben Webster, et avec la même session rythmique composée de Jimmy Rowles, Leroy Vinnegar et Mel Lewis.

### Enregistrement et production

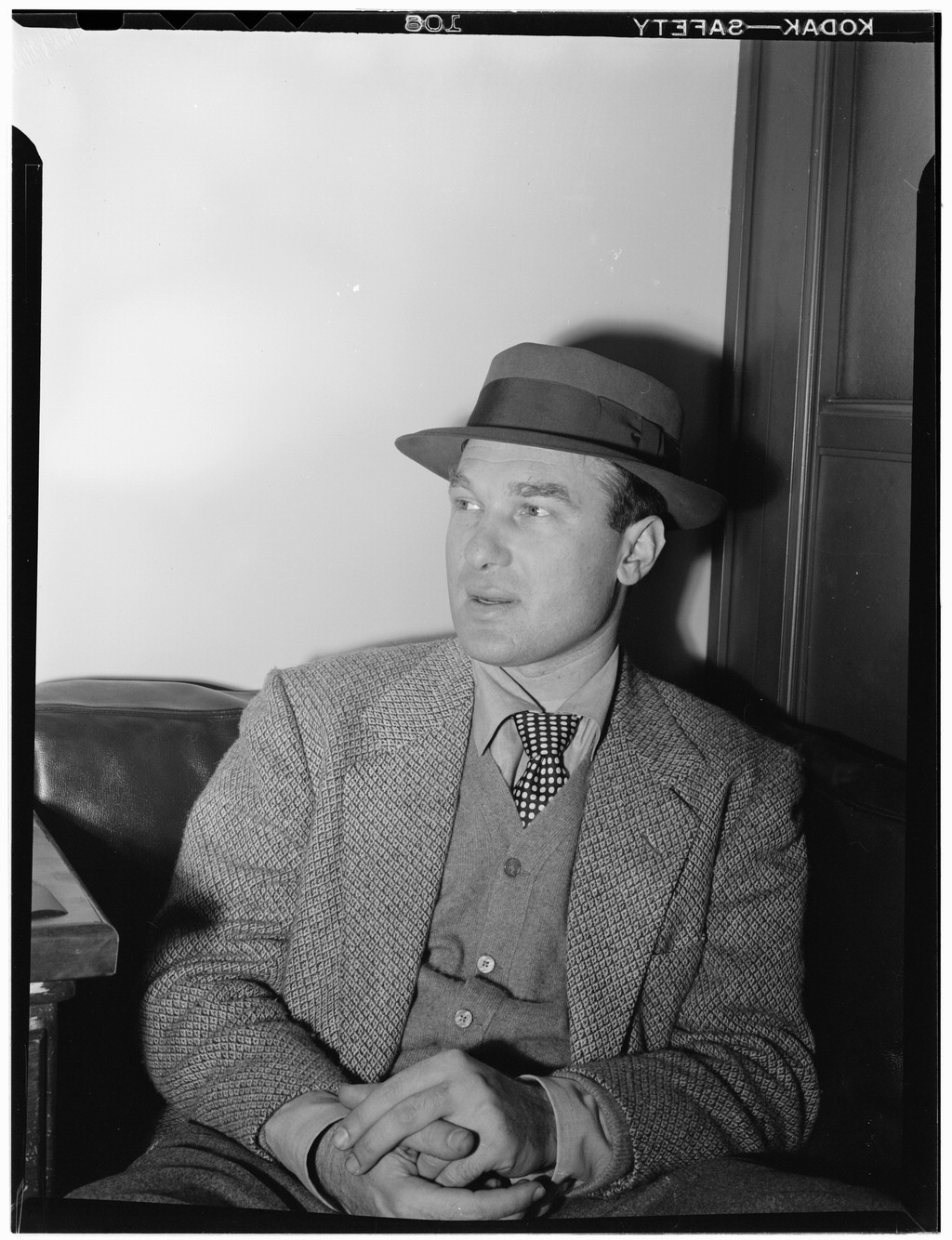
Norman Granz en 1947.

Les morceaux du disque sont enregistrés à deux dates différentes à Los Angeles en Californie : le 3 novembre et le 2 décembre 1959,,.
Le producteur de Verve, Norman Granz, a imaginé une sorte de « bataille des sax » entre le swing chaleureux du saxophone ténor de Webster et le sax baryton léger et aérien de Gerry Mulligan. Au cours de la session d’enregistrement, cependant, beaucoup plus de similitudes sont apparues que de différences entre les deux solistes, et ce n'est pas surprenant car Mulligan et Webster étaient bons amis depuis un certain temps et organisaient régulièrement des jam sessions le dimanche. De plus, tous deux, issus d'une tradition de big band, étaient de grands fans de la musique de Duke Ellington et de son arrangeur Billy Strayhorn.
Le photographe William Claxton était présent au studio et a pris plusieurs photos. Des années plus tard il raconta :« Gerry m'a dit : "J'enregistre enfin avec l'un de mes héros d'enfance". Il était ravi. Il était plutôt impressionné par Ben et essayait de lui faire plaisir avec ses solos et ses idées d'arrangement. Le voir agir comme un garçon et s'incliner devant Ben, c'était sympa. Les morceaux étaient plutôt improvisés, ce qui était inhabituel pour Gerry parce qu'il adorait faire des arrangements ».
L'album est produit par Norman Granz,.

### Publication
L'album sort en mars 1960 en disque vinyle long play (LP) sur le label Verve Records sous la référence Verve MGV 8343.
La notice originale du LP (original liner notes) est de la main de Nat Hentoff, historien, romancier, critique de jazz et de musique country, chroniqueur, disc jockey radio et producteur de disques.
La photographie est l'œuvre de Bill Claxton.

### Rééditions
L'album est réédité à de nombreuses reprises en disque vinyle LP de 1963 à 2018 par les labels Verve, Mobile Fidelity Sound Lab, Speakers Corner Records, Jazz Wax Records, Original Recordings Group et Analogue Productions,.
À partir de 1989, il est publié en CD par les labels Verve, Mobile Fidelity Sound Lab, Poll Winners Records et Masterworks Series,.

## Accueil critique
Dans les années 1960, la revue jazz Down Beat attribue 5 étoiles à l'album. John S. Wilson y souligne à l'époque que « Dans les conditions actuelles d'enregistrement, ce serait un petit miracle si une performance tout à fait parfaite sortait d'un studio pour se retrouver sur un disque. Ce disque est la chose la plus proche de ce miracle que nous ayons le droit d'attendre. Mulligan et Webster jouent tout au long du disque avec une honnêteté et un respect mutuel qui ne peuvent venir que d'artistes mûrs. C'est l'un des grands disques du jazz ».
Selon Nat Hentoff, le même John S. Wilson écrivait à peu près la même chose dans la revue High Fidelity : « Il est rare qu'une session d'enregistrement jazz donne lieu à une interprétation impeccable d'une sélection de morceaux. Il est presque sans précédent de voir une session entière rester proche de ce niveau de perfection. C'était pourtant le cas lors de la session qui a produit ce superbe disque ».
Le site AllMusic attribue 5 étoiles à l'album. Le critique musical Cub Koda d'AllMusic qualifie cette session de « légendaire ». Il souligne que « c'est comme si vous étiez dans la salle de contrôle à chaque note » et que la section rythmique balance superbement. Et de conclure « Le fantôme de Duke Ellington plane au-dessus de chaque note de cet album et c'est une très bonne chose. La musique de cette session est d'une qualité magnifique et discrète ».
Pour Arnold Marcus, auteur de la notice du CD Masterworks de 2014, « Bien que ce ne soit pas la seule collaboration enregistrée entre Gerry Mulligan et Ben Webster, c'était clairement la meilleure et la seule à capturer leur magie combinée sans l'interruption d'autres solistes ».
Richard Havers du site udiscovermusic estime que ce disque est « a saxophone tour de force » et un album classique de deux géants du jazz. Pour lui « il s'agit tout simplement d'un disque époustouflant de deux géants du jazz au sommet de leur art » et il conclut « Le saxophone baryton de Mulligan est le complément parfait pour le vieux ténor de Webster ».
Pour Murray Horwitz de la National Public Radio (NPR) cet disque est « un album classique de deux géants » et « tout chez ces deux hommes est complémentaire ». Il souligne la « formidable section rythmique de musiciens presque légendaires : le pianiste Jimmy Rowles, le bassiste Leroy Vinnegar, et le grand batteur Mel Lewis ».
Pour Jan de Jeu, du site néerlandais Hifi.nl, « l'amitié, l'appréciation mutuelle et l'amour pour la musique résonnent dans cet album merveilleusement relaxant ». Il souligne que « le niveau exceptionnellement élevé est constamment maintenu et il est en fait impossible de nommer un titre qui se démarque ». Comme Murray Horwitz il estime que « la section rythmique composée de Jimmy Rowles au piano, de Mel Lewis à la batterie et de Leroy Vinnegar à la basse est également magnifique ».

## Liste des morceaux
Le LP original ne comportait que les 6 premiers morceaux, mais, en 1997, le disque a été élargi pour inclure des morceaux supplémentaires enregistrés lors des deux sessions : cinq morceaux jamais publiés auparavant dont deux compositions de Ben Webster, un blues et In a Mellow Tone de Duke Ellington.
| No  | Titre                           | Auteur                                                 | Durée |
| --- | ------------------------------- | ------------------------------------------------------ | ----- |
| 1.  | Chelsea Bridge                  | Billy Strayhorn                                        | 7:23  |
| 2.  | The Cat Walk                    | Gerry Mulligan                                         | 5:47  |
| 3.  | Sunday                          | Benny Krueger - Chester Conn - Jule Styne - Ned Miller | 7:25  |
| 4.  | Who's Got Rhythm?               | Gerry Mulligan                                         | 7:42  |
| 5.  | Tell Me When                    | Gerry Mulligan                                         | 5:06  |
| 6.  | Go Home                         | Gerry Mulligan - Ben Webster                           | 10:04 |
| 7.  | In a Mellow Tone                | Duke Ellington                                         | 6:57  |
| 8.  | What Is This Thing Called Love? | Cole Porter                                            | 7:29  |
| 9.  | For Bessie                      | Ben Webster                                            | 5:41  |
| 10. | Fajista                         | Ben Webster                                            | 5:50  |
| 11. | Blues in B Flat                 | Ben Webster                                            | 7:23  |

## Musiciens
- Gerry Mulligan : saxophone baryton
- Ben Webster : saxophone tenor
- Jimmy Rowles : piano
- Leroy Vinnegar : contrebasse
- Mel Lewis : batterie